# Kante (Népal)
Pour les articles homonymes, voir Kante.
Kante (en népalais : कान्टै) est un comité de développement villageois du Népal situé dans le district de Darchula. Au recensement de 2011, il comptait 2 740 habitants.